# Sand Point
Sand Point – miasto w Stanach Zjednoczonych, w południowej części stanu Alaska, w okręgu administracyjnym Aleutians East, położone na wyspie Popof, w archipelagu Wysp Szumagina. Założone zostało w 1898 roku, zaś prawa miejskie uzyskało 1 września w 1966 roku. Według danych na rok 2010 miasto liczy 976 mieszkańców. W roku 2023 liczba mieszkańców spadła do 600 osób, a gęstość zaludnienia poniżej 7,65 osoby/km². Jest siedzibą okręgu Aleutians East.

## Historia
Miasto zostało założone przez spółkę rybacką z San Francisco w 1898 roku, pierwotnie jako stacja połowu dorsza. Pierwszymi jej mieszkańcami byli Aleuci i Skandynawowie. Wprawdzie na początku XX wieku, przez krótki okres próbowano wydobywać złoto, to jednak wędkarstwo pozostało dominującym przemysłem w Sand Point.

## Demografia
Według spisu z 2000 roku w Sand Point mieszkało 952 osób prowadzących 229 gospodarstw domowych, stanowiących 155 rodzin. Gęstość zaludnienia wynosiła wówczas 47,1 osób/km². W mieście zbudowanych było 282 budynków mieszkalnych (średnia gęstość zabudowań mieszkalnych to 36,2 domu/km²).
Spośród 229 gospodarstw domowych:
- 39,3% zamieszkują rodziny z dziećmi poniżej 18. roku życia
- 45,4% stanowią małżeństwa mieszkające razem
- 15,7% stanowią kobiety nie posiadające męża
- 31,9% stanowią osoby samotne

25,8% wszystkich gospodarstw domowych składa się z jednej osoby, a 3,9% żyjących samotnie jest w wieku 65 lat lub starszych. Średnia wielkość gospodarstwa domowego wynosi 2,67, a średnia wielkość rodziny to 3,17.
Średni roczny dochód dla gospodarstwa domowego w Sand Point wynosi 55 417 dolary, a średni roczny dochód dla rodziny wynosi 58 000 dolarów. Średni roczny dochód mężczyzn to 20 000 dolarów, zaś kobiet to 22 500 dolarów. Dochód roczny na osobę w mieście wynosi 21 954 dolarów. O 10,3% rodzin, a zarazem 16,0% ludności żyje poniżej granicy ubóstwa, w tym 14,4% osób w wieku poniżej 18 lat i 32,1% osób powyżej 65 roku życia.

### Wiek mieszkańców
Podział mieszkańców ze względu na wiek:
- <18 – 20,4%
- 18–24 – 8,6%
- 25–44 – 41,5%
- 45–64 – 26,3%
- >65− 3,3%

Średnia wieku mieszkańców: 36 lat.
Na każde 100 kobiet przypada 165,2 mężczyzn (zaś na 100 kobiet powyżej 18. roku życia przypada 181,8 mężczyzn).

### Rasa mieszkańców
Podział mieszkańców ze względu na rasę:
- rasa biała – 27,73%
- rasa czarna lub Afroamerykanie – 1,47%
- rdzenni mieszkańcy Ameryki – 42,33%
- Azjaci – 23,21%
- mieszkańcy wysp Pacyfiku – 0,32%
- inna rasa – 2,21%
- ludność dwóch lub więcej ras – 2,73%
- Hiszpanie lub Latynosi – 13,55%

## Klimat
Według klasyfikacji klimatycznej zaproponowanej przez Wladimira Köppena, miasto położone jest w klimacie subarktycznym oceanicznym (Cfc).
- Najwyższa temperatura w ciągu roku: +22 °C (+72 °F)
- Średnia roczna najwyższa temperatura: +7,3 °C (+45,1 °F)
- Średnia roczna najniższa temperatura: +2,3 °C (+36,2 °F)
- Najniższa temperatura w ciągu roku: −24 °C (−12 °F)
- Suma opadów deszczu w ciągu roku: 1134,9 mm
- Suma opadów śniegu w ciągu roku: 32,8 cm
- Średnia liczba deszczowych dni w ciągu roku: 145

## Geografia
Według danych statystycznych U.S. Census Bureau miasto zajmuje powierzchnię 78,46 km², z czego 20,75 km² stanowią lądy, a 57,71 km² (73,55%) to wody.

## Energia wiatrowa
W 2012 roku w mieście zamontowano dwie turbiny wiatrowe o mocy 5 MW. Zainstalowane zostały na wysokości 19,5 m, a ich wysokość w najwyższym punkcie to 59,5 m.

## Życie codzienne
Głównym zajęciem mieszkańców Sand Point jest rybołówstwo zawodowe, ale także dla rozrywki wędkarstwo sportowe. Wielu mieszkańców zajmuje się także polowaniem na pardwy górskie i bizony. Najbardziej popularne rozrywki to: pływanie łodzią oraz jazda quadem. Co roku organizowane są także zawody o nazwie Silver Salmon Derby, podczas których uczestnicy walczą o nagrodę pieniężną za złowienie największej ryby. Dorośli i starsi często spędzają czas na popularnej w całych Stanach Zjednoczonych grze Bingo. Dla młodych zaś wiele młodzieżowych klubów organizuje zajęcia pozaszkolne.